# Halldór Laxness
Halldór Kiljan Laxness (rođ. Halldór Guðjónsson; Reykjavik, 23. travnja 1902. – Gljúfrasteinn kraj Mosfellsbæra, 8. veljače 1998.), islandski književnik, dobitnik Nobelove nagrade za književnost 1955. godine.
Neosporni je majstor suvremene islandske fikcije i jedan od najistaknutijih romanopisaca dvadesetoga stoljeća. Najpoznatija njegova djela jesu Islandsko zvono, Samostalni ljudi i Atomska postaja. 

## Djetinjstvo i mladost
Kada mu je bilo tri godine, njegova se obitelj (otac Guðjón Helgason i majka Sigríður Halldórsdóttir) preselila na farmu Laxness u blizini mjesta Mosfellsbær, otkud je kasnije preuzeo svoj nom de plume tj. spisateljski pseudonim Laxness. 
Njegov prvi članak bio je objavljen u novinama Morgunblaðið kada je imao samo 14 godina, a svoju prvu knjigu Dijete prirode (isl. Barn náttúrurnar) napisao je sa 17 godina. Putovao je mnogo, živeći na Europskom kontinentu nakon Prvog svjetskog rata i posjećujući Rusiju za vrijeme Staljina, Ameriku neposredno prije Velike krize i Indiju za Nehrua.

## Najbolje godine stvaralaštva
Godine 1919. započeo je putovanje koje će mu oblikovati veći dio života. Nakon lutanja i pisanja po Skandinaviji, otišao je u Njemačku, preobratio se na katolicizam te svom imenu dodao ime irskog mučenika sv. Kiliana. Potom je otišao u Luksemburg u samostan St. Maurice et St. Maur u Clervauxu gdje je napisao svoj prvi roman, Pod Svetom planinom (isl. Undir Helgahnúk) ali ubrzo postaje razočaran asketskim životom. 
Nakon povratka i kratkog predaha na Islandu, odlazi u Italiju gdje je piše o nezadovoljstvu crkvom i sve većim ljevičarskim sklonostima u djelu Veliki tkalac iz Kašmira (isl. Vefarinn mikli frá Kasmír), godine 1927. Kada je djelo došlo do Islanda bilo je veoma cijenjeno, no tada je Laxness već bio otišao u Kanadu gdje je donio odluku okušati se u filmskoj industriji u Hollywoodu, SAD. Tamo je napisao jedno od svojih najpoznatijih radova, scenarij za Salka-Valka. Tijekom ovog boravka u Americi za vrijeme Velike gospodarske krize 30-ih godina 20. stoljeća postao je simpatizer komunizma i socijalizma. Dijelom pod utjecajem Upton Sinclaira s kojim se družio u Kaliforniji piše knjigu sjajnih burleski i satiričnih eseja pod nazivom Pučka knjiga (isl. Alþydubókin), jednu u nizu mnogih utisaka s putovanja po Rusiji, Zapadnoj Europi i Južnoj Americi. Našavši se stoga pred neminovnom deportacijom iz SAD-a, ponovno odlazi u Europu.
Laxness uskoro toliko postaje zaokupljen komunističkom partijom da je 1937. prisustvovao nemilosrdnim čistkama i političkim suđenjima u Moskvi i namjerno ih pogrešno interpretirao u svojim spisima da ne bi na bilo koji način ocrnio sustav u koji je polagao svu nadu i povjerenje. Većina Laxnessovih djela za vrijeme njegovih komunističkih dana odražava svakodnevni život na Islandu, često sa slabo prikrivenim autobiografskim detaljima. Roman Samostalni ljudi (isl. Sjálfstætt fólk) opisuje težak život kojim su živjeli Islanđani, naročito obični ljudi na farmama i ribarskim naseljima. Velika većina Islanđana je kritizirala i osporavala njegova opažanja, ali njihove su pritužbe često bile potaknute nacionalnim ponosom i nevoljkošću da se obznani relativna zaostalost Islanda.
Još jedna tragična i ironična slika islandskog društva, ovaj put smještena u 18. st. je dočarana u njegovoj najpoznatijoj knjizi Islandsko zvono (isl. Íslandsklukkan). Ova trilogija, čija je radnja smještena dijelom na Islandu a dijelom u Danskoj je objavljena u periodu od 1943. do 1946. i prikazuje otpor Islanđana nasilnoj danskoj vlasti i nametanju protestantizma. To je nacionalni obiteljski roman u rangu s Forsyteima (The Forsyte Saga), Glembajevima i Buddenbrukovima (Buddenbrooks). 
Njegova druga dva važna romana zasnovana na životu na Islandu su Atomska postaja (isl. Atómstöðin) objavljen 1948. i Ribe mogu pjevati ili Riblji koncert (isl. Brekkukotsannáll) iz 1957. U djelu Atomska postaja suprotstavlja se štetnom utjecaju isprva britanske, a potom i američke vojne prisutnosti na Islandu za vrijeme Drugog Svjetskog rata nakon čega je 1946. odlučeno da SAD osnuje vojnu bazu u Keflavíku na 99 godina. Jasno prikazuje sukob političkih ideologija i opasnost od proliferacije nuklearnog oružja. 
Laxness je pripovjedač, strasno angažiran i kao pisac i kao čovjek, kritičar i esejist i zasigurno najistaknutije ime suvremene islandske književnosti. Majstor je simboličke epike i književnik koji je nakon dugih godina eksperimentiranja našao svoj izraz u tradiciji komunikativnog realizma. Glavna odlika njegovih opsežno zasnovanih romana leži u odličnom poznavanju ljudske naravi, snazi fantazije i često humoristički obojenom stilu. 
Jedan je od najpopularnijih pisaca Sjevera i prevođen na više od 30 jezika.

## Kasniji život i smrt
Do 1962., Laxness se već bio davno vratio u Reykjavik, točnije 20-ak km udaljeni Gljúfrasteinn u dolini Mosfellsdalur sve do svoje smrti. Očito zasićen iskustvima s ekstremizmom na obje strane spektra, 1963. je napisao Skáldatími, gdje poriče sve što je ikada napisao uzdižući komunizam Sovjetskog Saveza. Umjesto toga je pokazao zainteresiranost za vrstu filozofskog Taoizma te je i tijekom sljedećih 25 godina nastavio podjednako kvalitetno pisati.
Ženio se dva puta, a drugi brak je bio s Auður Sveinsdóttir. Imao je 4 djece. Umro je godine 1998. u dobi od 95 godina.

## Djela
- 1919. Barn náttúrurnar
- 1923. Nokkrar sögur
- 1924. Undir Helgahnúk
- 1925. Kaþólsk viðhorf
- 1927. Vefarinn mikli frá Kasmír (Roman)
- 1929. Alþýðubókin (Eseji)
- 1930. Kvæðakver (Poezija)
- 1931. Þú vínviður hreini + 1932 Fuglinn í fjörunni (Roman) (Salka Valka)
- 1933. Í austurvegi (Reportaža) / Fótataka manna (Priče)
- 1934. Straumrof (Dramska produkcija)
- 1934. Sjálfstætt fólk I + 1935 Sjálfstætt fólk II (Romani)
- 1937. Dagleið á fjöllum (Eseji)
- 1938. Gerska æfintýrið (Reportaža)
- 1937. Ljós heimsins + 1938 Höll sumarlandsins + 1939 Hús skáldsins + 1940 Fegurð himinsins (Romani)
- 1942. Sjö töframenn (Priča) / Vettvángur dagsins (Eseji)
- 1943. Íslandsklukkan + 1944 Hið ljósa man + 1946 Eldur í Kaupinhafn (Romani)
- 1946. Sjálfsagðir hlutir (Eseji)
- 1948. Atómstöðin (Roman)
- 1950. Snæfríður Islandssól (Dramska produkcija) / Reisubókarkorn (Eseji)
- 1952. Gerpla (Roman) / Heiman eg fór
- 1954. Þættir (Priče) / Silfurtúnglið (Dramska produkcija)
- 1955. Dagur í senn (Eseji)
- 1957. Brekkukotsannáll (Roman)
- 1959. Gjörningabók (Eseji)
- 1960. Paradísarheimt (Roman)
- 1962. Strompleikurinn (Drama) / Prjónastofan Sólin (Drama)
- 1963. Skáldatími (Eseji)
- 1964. Sjöstafakverið (Priče)
- 1965. Upphaf mannúðarstefnu (Eseji)
- 1966. Dúfnaveislan (Drama)
- 1967. Íslendingaspjáll (Eseji)
- 1968. Kristnihald undir Jökli (Roman)
- 1969. Vínlandspúnktar (Eseji)
- 1970. Úa (Drama) / Innansveitarkronika (Roman)
- 1972. Yfirskygðir staðir (Eseji) / Norðanstúlkan (Drama) / Skeggræður gegnum tíðina (Eseji) / Guðsgjafaþulan (Roman) / Af skáldum (Eseji)
- 1974. Þjóðhátíðarrolla (Eseji)
- 1975. Í túninu heima (Memoari I)
- 1976. Úngur eg var (Memoari II)
- 1978. Sjömeistarasagan (Memoari III)
- 1980. Grikklandsárið (Memoari IV)
- 1981. Við heygarðshornið (Eseji)
- 1982. Bráðum kemur betri tíð... (Zbirka)
- 1984. Og árin líða (Eseji)
- 1986. Af mennigarástandi (Eseji)
- 1987. Dagar hjá múnkum (Memoari)